# Municipio de Salina
El municipio de Salina (en inglés: Salina Township) es un municipio ubicado en el condado de Kankakee en el estado estadounidense de Illinois. En el año 2010 tenía una población de 1396 habitantes y una densidad poblacional de 14,73 personas por km².

## Geografía
El municipio de Salina se encuentra ubicado en las coordenadas 41°9′40″N 88°4′9″O / 41.16111, -88.06917. Según la Oficina del Censo de los Estados Unidos, el municipio tiene una superficie total de 94.78 km², de la cual 94,78 km² corresponden a tierra firme y (0 %) 0 km² es agua.

## Demografía
Según el censo de 2010, había 1396 personas residiendo en el municipio de Salina. La densidad de población era de 14,73 hab./km². De los 1396 habitantes, el municipio de Salina estaba compuesto por el 98,07 % blancos, el 0,14 % eran amerindios, el 0,21 % eran asiáticos, el 0,14 % eran isleños del Pacífico, el 0,5 % eran de otras razas y el 0,93 % eran de una mezcla de razas. Del total de la población el 2,15 % eran hispanos o latinos de cualquier raza.